# A Country Cupid
A Country Cupid è un cortometraggio muto del 1911 diretto da D.W. Griffith.

## Trama
Edith rompe con il fidanzato ma poi gli scrive una lettera di riconciliazione. Indecisa sul da farsi, però, butta via il foglio che è recuperato da uno dei suoi allievi. Senza che lei ne sappia niente, lo studente spedisce la lettera.

## Produzione
Il film fu prodotto dalla Biograph Company. Venne girato nel New Jersey, a Westfield.

## Distribuzione
Distribuito dalla General Film Company, il film - un cortometraggio di una bobina - uscì nelle sale cinematografiche statunitensi il 24 luglio 1911.
Copia della pellicola sopravvive in un positivo 16 mm conservato negli archivi della Library of Congress.